# Magnolia Springs
Magnolia Springs est un village au sud du comté de Baldwin. Il a été incorporé en 2006.

## Géographie
Magnolia Springs se trouve près des sources de la rivière Magnolia, qui était à l'origine appelée la rivière de Lin, ou la rivière del Salto par les résidents locaux.

### Climat
| Mois                                  | jan.     | fév.     | mars    | avril   | mai     | juin    | jui.    | août    | sep.    | oct.    | nov.    | déc.     | année    |
| ------------------------------------- | -------- | -------- | ------- | ------- | ------- | ------- | ------- | ------- | ------- | ------- | ------- | -------- | -------- |
| Température minimale moyenne (°C)     | 4        | 6        | 9       | 13      | 17      | 21      | 23      | 22      | 20      | 14      | 9       | 6        | 13,7     |
| Température moyenne (°C)              | 10       | 12       | 16      | 19      | 23      | 26      | 28      | 27      | 25      | 20      | 16      | 11       | 19,8     |
| Température maximale moyenne (°C)     | 16       | 18       | 21      | 25      | 28      | 31      | 32      | 32      | 31      | 26      | 21      | 17       | 24,8     |
| Record de froid (°C) date du record   | −15 1985 | −12 1951 | −6 1980 | 1 1973  | 6 1960  | 11 1984 | 15 1967 | 16 2004 | 5 1967  | 1 1967  | −6 1989 | −13 1950 | −15 1985 |
| Record de chaleur (°C) date du record | 28 1952  | 31 1982  | 29 2007 | 33 1987 | 37 1953 | 38 1954 | 38 1980 | 39 2000 | 38 1954 | 34 1954 | 33 1971 | 29 1965  | 39 2000  |
| Précipitations (mm)                   | 155,2    | 138,9    | 170,4   | 115,1   | 142,2   | 150,9   | 203,2   | 158     | 151,6   | 90,7    | 131,8   | 111,8    | 1 719,8  |

## Histoire
La ville s'est développée à partir d'un octroi de terre espagnol en 1800. Historiquement, la région était habitée par une importante population créole, parfois appelée les Cadiens par la majorité des résidents.
La plus grande entreprise de la région était la distillerie de térébenthine. Pourtant, en 1865, elle fut brûlée par ses propriétaires afin d'éviter d'être capturée par les soldats de l'Union lorsqu'ils arriveraient dans la région.
En 1931 Horace Mann Bond, un sociologue de l'université de Fisk, étudia Magnolia Springs et rapporta que celle ville s'identifiait comme une seule communauté. Il la qualifia de « racial island ». Certains résidents ont des origines françaises.
En mai 2006, les résidents approuvèrent l'incorporation par 224 voix contre 96. Les résultats furent certifiés par le juge successoral Adrian Johns le 29 juin 2009. Cette date a alors été reconnue anniversaire de la ville.

### Post-incorporation
Les membres du conseil de ville n'étaient, au départ, pas payés. Depuis février 2008 le salaire des membres du Conseil a été voté et fixé à $100 par mois. Initialement, l'ordonnance prévoyait un salaire de $200 par mois pour le maire et de $100 pour les membres du conseil, cependant, celle-ci ne passa pas. Une mesure précédente prévoyait aussi de payer le maire et les membres du conseil par un salaire de $50 par mois.
Le conseil déménagea dans de nouveaux quartiers en novembre 2007.

## Population et société

### Démographie
La ville a une population de 3 946 habitants. La ville considère l'annexion de parcelles dans un rayon de trois miles ce qui augmenterait la population à 11 000 résidents.
| 2010 | - | - | - | - | - |
| ---- | - | - | - | - | - |
| 723  | - | - | - | - | - |

## Culture et patrimoine

### National Register od Historic Places
Parmi les bâtiments inscrits au Registre national des lieux historiques se trouvent le Moore Store, le Sunnyside Hotel, la Brunell House et l'Église épiscopale de St. Paul.